# Lise Akoka
Lise Akoka és una directora i guionista francesa. En particular, va codirigir amb Romane Guéret la pel·lícula Les Pires que va guanyar el Premi Un Certain Regard al 75è Festival Internacional de Cinema de Canes.

## Biografia
Després d'estudiar psicologia i teatre, Lise Akoka va descobrir la pràctica del càsting salvatge i la d'entrenar els nens per al cinema. Allà va conèixer Romane Guéret amb qui portaria a terme els seus futurs projectes.
El seu primer llargmetratge Les Pires, codirigit amb Romane Guéret, va guanyar el Premi Un Certain Regard al 75è Festival Internacional de Cinema de Canes.

## Filmografia
Ha estat codirectora de totes les seves pel·lícules.
- 2015 : Chasse royale (curtmetratge)
- 2020 : Tu préfères (websèrie)[7]
- 2022 : Les Pires

## Distincions

### Premis
- 75è Festival Internacional de Cinema de Canes : Premi Un certain regard per Les Pires[1]
- Premi SACD 2023 : Prix Nouveau Talent Cinéma[8]

### Nominacions
- César 2017 : César al millor curtmetratge per Chasse royale